# Guadua angustifolia
La Guadua angustifolia és una espècie de plantes de canyes de bambú gegant, del gènere Guadua, de la família de les poaceae, ordre Poales, classe Liliopsida, divisió Magnoliophyta.

## Distribució i hàbitats
La Guadua angustifolia es concentra a la conca del riu Amazones i la conca d'Orinoco. Normalment es troba en altituds baixes (per sota 1,500 m), però s'ha trobat fins a 2,500 m. Els seus hàbitats inclouen bosc tropical, sabanes, bosc de galeria.

## Ús

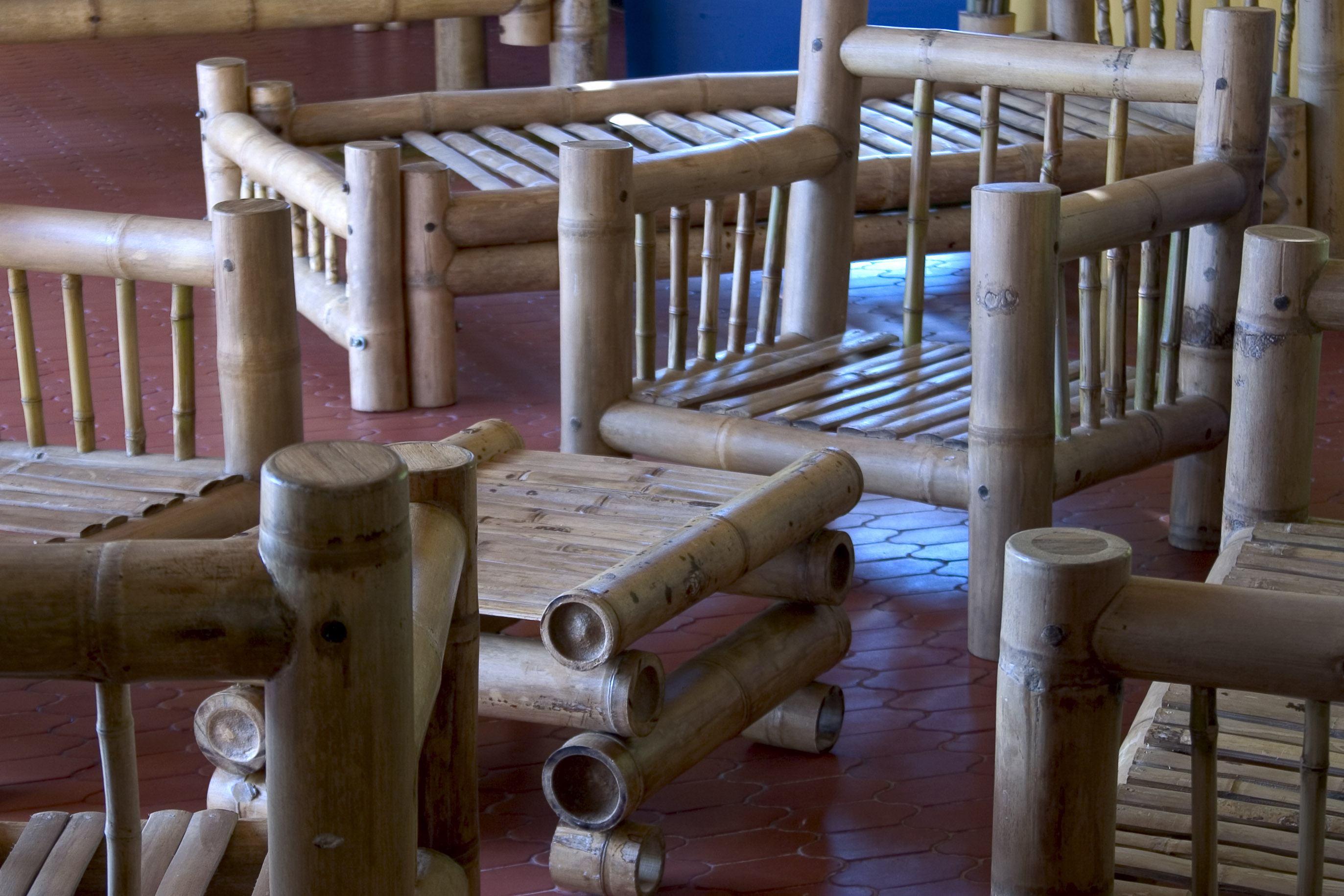
Mobles de Guadua

Des d'una perspectiva utilitària, Guadua és el bambú americà més important. A causa de la seva qualitat, el gènere s'ha utilitzat àmpliament per a construcció de cases al llarg dels rius de Colòmbia i a la costa de l'Equador.